# Change-moi ma vie
Pour plus de détails, voir Fiche technique et Distribution.
Change-moi ma vie est un film français réalisé par Liria Bégéja, sorti en 2001.

## Synopsis
Sami se travestit la nuit pour se prostituer et sombre dans la drogue.

## Fiche technique
- Titre : Change-moi ma vie
- Réalisation : Liria Bégéja
- Scénario : Liria Bégéja, Jérôme Beaujour et François-Olivier Rousseau
- Production : Philippe Godeau
- Photographie : Laurent Machuel
- Montage : Luc Barnier
- Costumes : Fabio Perrone
- Pays de production :  France
- Format : couleurs - Dolby Digital
- Genre : drame
- Durée : 101 minutes
- Date de sortie : 2001

## Distribution
- Fanny Ardant : Nina
- Roschdy Zem : Sami
- Sami Bouajila : Fidel
- Olivier Cruveiller : Raphaël Dahan, metteur en scène théâtre
- Fettouma Ousliha-Bouamari : Serveuse du bar 'Le Grillon'
- Fanny Cottençon : Nadia
- Jean-Yves Gautier : Client Nina
- Gérard Chaillou : Claude
- Vincent Grass : Client handicapé
- Arié Elmaleh : Leïla
- Hervé Rey : Assistant de Raphaël Dahan
- Sébastien Haddouk : Nabila
- Jean-Yves Chilot : Alain
- Natacha Koutchoumov : Carole, comédienne théâtre